# 権兵衛トンネル

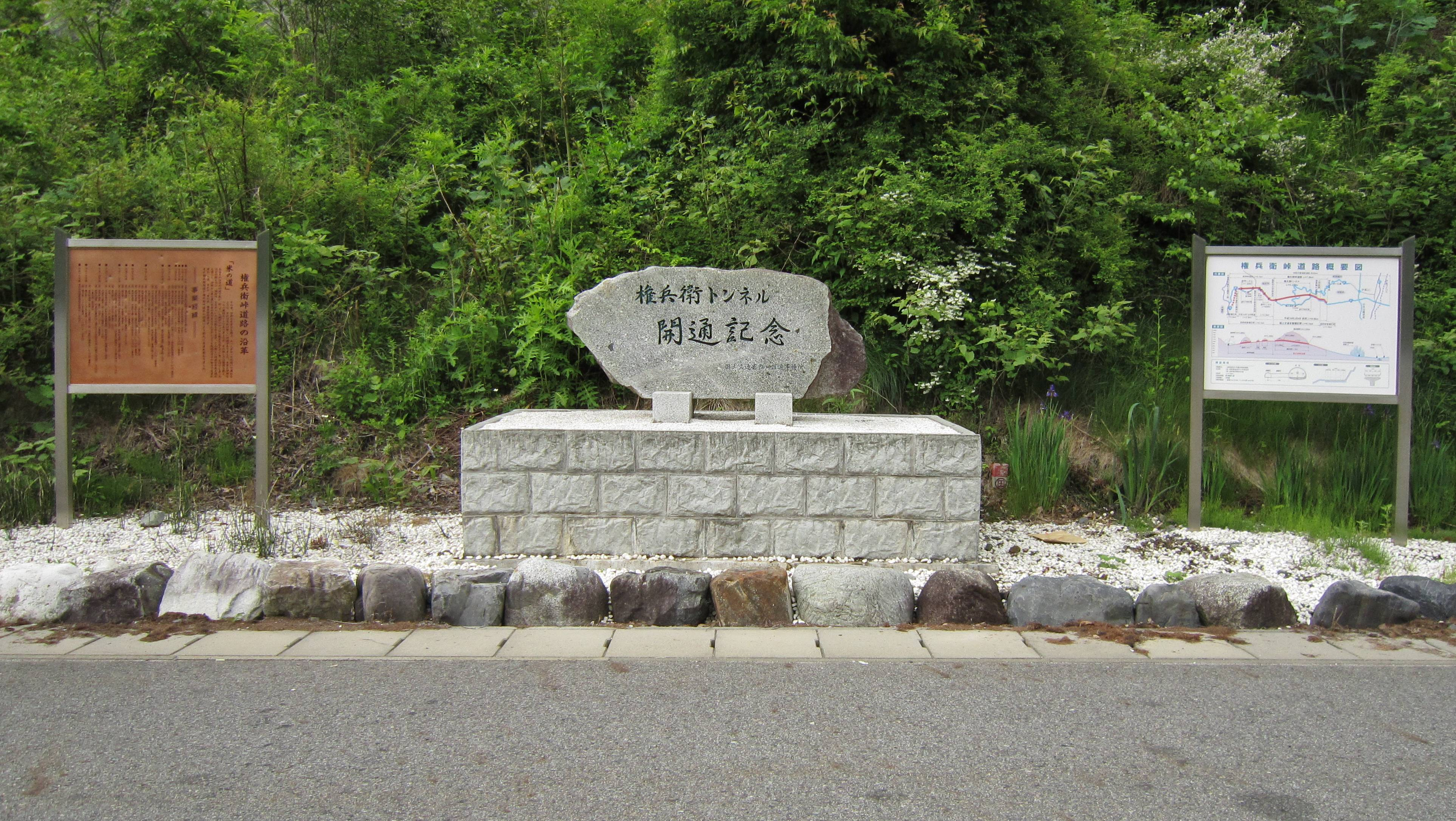
権兵衛トンネル開通記念碑（塩尻市）

権兵衛トンネル（ごんべえトンネル）は、国道361号にある長野県塩尻市と上伊那郡南箕輪村（飛地）を木曽山脈を貫いて結ぶ、全長4,467 m（メートル）のトンネルである。

## 概要
冬期は通行止となる既存の権兵衛峠（経ヶ岳林道）に替わって、伊那と木曽とを結ぶ。権兵衛峠では通行止がたびたび発生し、落石なども発生していた。道幅が狭く車のすれ違いも難しかったため、実用的な道路とはいえなかったが、トンネルの完成で有料自動車道並の高規格道路となった。総事業費は約700億円がつぎ込まれたが通行料は無料となっている。
中央自動車道の通る伊那市と、国道19号の通る木曽郡木曽町とを結ぶ地域高規格道路伊那木曽連絡道路の一部を構成する、権兵衛峠道路の主要プロジェクトである。
1993年（平成5年）に着工。当初は2002年度（平成14年度）の開業を目指していたが、もろい地質などで難工事となり、2003年（平成15年）11月10日にようやく貫通。2006年（平成18年）2月4日14時に供用を開始した。
予想以上の難工事により建設費も跳ね上がっているため、無駄な事業だという意見もあるが、伊那・諏訪地域と木曽地域が短時間で結ばれることにより、通勤や買い物、観光など生活圏の変化が見られる上、貨物車両などによる物流もより潤滑に行われるようになると思われる。また、木曽地域と東京の間の移動においても、トンネルの開通によって所要時間が短縮されたことから、従来の塩尻IC経由に代わってこのトンネルを経由する車が増加している。
伊那バスターミナルと木曽福島駅とを結ぶ路線バスが運行されたが、利用者数が低迷し1年で廃止となった。その他高速バス路線として、当トンネル開通以前から木曽郡とバスタ新宿を結ぶ塩尻・木曽福島線が運行されているが、当トンネル開通後も経路の変更は行われていない。
伊那側入口は標高1,062m、木曽側入口は標高1,162mであるため、木曽側から伊那側にかけて若干の下り勾配がある。工事の際の大量の湧水に対応するため、トンネル本坑の南側に細い水抜き坑が本坑に先行して掘削されている。なお、完成後も水抜き坑は残されており、入口を確認することができる。現在は避難坑として使用されており、本坑と連絡通路によって結ばれ、非常時に使用される。また、本坑の内部北側に車道よりも一段高い通路が設けられており、柵も装備され、歩いて通行することも可能である。トンネル内部中央付近に換気用と思われる横穴が掘られているため、前述通路の一部が2箇所階段で上下するような構造になっている。
前述のとおり、トンネルとその前後の道路は一般道というより高速道路に近い高規格道路であり、法定速度を大幅に超過して走っている車が見うけられる。そのため、時々警察（長野県警交通機動隊及び塩尻・伊那両警察署）によるスピードの監視が行われ、取り締まりも行われている。国道361号が接続する国道19号も非常に速度が速い路線として知られ、同線とあわせて中央自動車道を使わないトラックなどの走行経路になっており、夜間は大型車が多い。詳しくは国道19号を参照。

## 名前の由来
谷が狭く水田の少なかった木曽谷の米不足を解消するため、古くからあった伊那-木曽の最短ルートである急峻な「鍋掛峠」の大改修に尽力した、牛方の古畑権兵衛にちなむとされている。